# 邊拿華站
邊拿華站（英語：Pinera railway station）為百里線的中途車站，位於美知咸市百里，距離阿德萊德約20.2公里。

## 歷史
邊拿華站約於1920年代啓用，啓用初期名為柯華威橋站（Overway Bridge Station），於1950年更為現名。
1995年，隨住阿德萊德至墨爾本線標準化工程，路軌改用標準軌；高活站至百里站一段雙線鐵路被改為一條寬軌、一條標準軌距，使該段百里線降格為單線鐵路；本站東行月台亦被拆除。

## 月台分佈
| 月台 | 目的地         |
| ---- | -------------- |
| 1    | 阿德萊德／百里 |

## 外部連結
维基共享资源上的相關多媒體資源：邊拿華站